# Campeonato Internacional de Tenis de Santos 2015
Il Campeonato Internacional de Tenis de Santos 2015 è stato un torneo di tennis facente parte della categoria ATP Challenger Tour nell'ambito dell'ATP Challenger Tour 2015. È stata la 5ª edizione del torneo che si è giocato a Santos in Brasile dal 20 al 26 aprile 2015 su campi in terra rossa e aveva un montepremi di $50,000.

## Partecipanti singolare

### Teste di serie
| Nazionalità | Giocatore        | Ranking | Testa di serie |
| ----------- | ---------------- | ------- | -------------- |
| Argentina   | Máximo González  | 115     | 1              |
| Slovenia    | Blaž Rola        | 103     | 2              |
| Brasile     | André Ghem       | 151     | 3              |
| Argentina   | Guido Pella      | 156     | 4              |
| Stati Uniti | Chase Buchanan   | 168     | 5              |
| Brasile     | Guilherme Clezar | 182     | 6              |
| Cile        | Nicolás Jarry    | 196     | 7              |
| Argentina   | Guido Andreozzi  | 201     | 8              |

* Ranking al 3 aprile 2015.

### Altri partecipanti
Giocatori che hanno ricevuto una wild card:
- Rogério Dutra da Silva
- Thiago Monteiro
- Orlando Luz
- Marcelo Zormann

Giocatori che sono passati dalle qualificazioni:
- Ricardo Hocevar
- José Pereira
- Pedro Sakamoto
- Agustín Velotti

Giocatore che è passato come lucky loser:
- Federico Coria

## Vincitori

### Singolare
Blaž Rola ha battuto in finale  Germain Gigounon con il punteggio di 6–3, 3–6, 6–3.

### Doppio
Máximo González /  Roberto Maytín hanno battuto in finale  Andrés Molteni /  Guido Pella con il punteggio di 6–4, 7–6(4).